# San Cataldo
San Cataldo (Munster, tra 610 e il 620 – Taranto, 8 marzo 685) è stato un monaco cristiano irlandese del VII secolo, giunto in Italia è diventato vescovo di Taranto; è venerato come santo dalla Chiesa celtica e dalla Chiesa cattolica romana.

## Biografia
I suoi genitori, Euco Sambiak e Aclena Milar, divennero ferventi cristiani grazie all'opera di missionari venuti dalla Gallia. Da loro Cataldo ricevette l'educazione e l'amore per la preghiera, l'ubbidienza, l'ordine, la mortificazione e lo spirito di sacrificio.
Alla loro morte Cataldo decise di donare tutta la loro eredità ai poveri.
Quindi divenne discepolo di Carthagh, abate del monastero celtico di Lismore in Irlanda, dove fu ordinato presbitero. Nel 637, alla morte del suo maestro e padre spirituale, gli successe nella  conduzione del monastero. Nel 670 fu ordinato vescovo e tra il 679 e 680 si recò a visitare la Terra santa, in abito da pellegrino.
Il santo sarebbe giunto a Taranto. Una leggenda racconta che questa scelta fu per volere divino: durante il soggiorno in Terra santa, mentre era prostrato sul Santo Sepolcro, gli sarebbe apparso Gesù che gli avrebbe detto di andare a Taranto e di rievangelizzare la città ormai in mano al paganesimo. San Cataldo allora, salpando con una nave greca diretta in Italia, intraprese un lungo viaggio che lo portò a sbarcare nel porto dell'attuale Marina di San Cataldo, località a 11 km da Lecce che porta il suo nome. Sempre secondo la tradizione, il santo avrebbe lanciato un anello in mare per placare una tempesta e in quel punto del Mar Piccolo si sarebbe formato un citro, cioè una sorgente d'acqua dolce chiamata "Anello di San Cataldo", tuttora visibile sotto forma di "polla d'acqua dolce".
A Taranto Cataldo compì la sua opera evangelizzatrice, facendo abbattere i templi politeisti e soccorrendo i bisognosi. In quel periodo si recò anche nei paesi limitrofi, tra cui Corato in provincia di Bari, di cui divenne patrono avendo per tradizione liberato la città dalla peste.
Morì a Taranto l'8 marzo del 685 e fu seppellito, come era stata sua volontà, sotto il pavimento del duomo, nella parte orientale allora chiamata san Giovanni in Galilea, in corrispondenza dell'attuale battistero. La tomba, della quale si era perduta la memoria a causa della distruzione di Taranto, compiuta dai Saraceni nel 927, fu ritrovata il 10 maggio 1071, durante i lavori di scavo per la nuova cattedrale voluta dal vescovo Drogone. Le reliquie furono poste sotto l'altare maggiore del nuovo edificio, per essere poi traslate in una nuova cappella della cattedrale, dove attualmente si trovano.

## Culto
Fonti e bibliografie consolidate vogliono che il 10 maggio 1071, mentre si scavavano le fondamenta per la riedificazione della cattedrale della città, distrutta dai saraceni nel 927, sia stata ritrovata, sulla scia di un profumo inebriante, una tomba, contenente il corpo attribuito al Santo con una crocetta aurea celtica  su cui, successivamente al ritrovamento fu incisa la parola CATALDVS. Ciò tuttavia non inficia la datazione del periodo della vita di Cataldo, il quale, tra le altre cose, essendo stato professore e maestro di spiritualità nella Scuola e Monastero di Lismore fondati nel 630 non può che essere vissuto nel VII secolo.
Nel 1107 il vescovo Rainaldo traslò solennemente le reliquie sotto l'altare maggiore, mentre nel 1151 il vescovo Giraldo le mise in un'urna d'argento nel transetto destro.
Dal ritrovamento del corpo il culto di san Cataldo si sviluppò nella fede dei tarantini, che gli dedicarono il luogo del ritrovamento e lo scelsero come Patrono della città.
A Taranto in suo onore fu fondata nel XV secolo la Confraternita di San Cataldo, che è la più antica di Taranto.
La tradizione gli attribuisce numerosi miracoli compiuti a Taranto, tra i quali si rammentano i più importanti: avrebbe restituito la vista a un fanciullo e fatto tornare in vita un muratore, avrebbe guarito un cieco e una giovane pastorella muta.
Viene invocato contro le guerre, le epidemie e la morte improvvisa.
Il culto di san Cataldo è legato anche a opere di assistenza sanitaria ed enti pubblici che portano il suo nome, in segno di fede e di riconoscenza per la sua protezione.

### Patronati e luoghi di culto
San Cataldo, oltre a ricevere un particolare culto in Irlanda, sua patria, in Taranto di cui è patrono e della relativa arcidiocesi, oltre che dall'arcidiocesi di Rossano-Cariati, e a Supino, cittadina del Lazio Meridionale, in provincia di Frosinone, dove gli è dedicato un Santuario nell'arcipretura di San Pietro Apostolo (unico in Italia al di là di parrocchie, chiese, eremi o grotte), è venerato, come titolare eponimo di Chiese e di luoghi o ancora patrono, anche in molte altre località, tra le quali i seguenti comuni:
- Brienza (PZ)
- Cagnano Varano (FG)
- Cariati, Compatrono della città di Cariati e dell'Arcidiocesi di Rossano-Cariati. Venerato nella Concattedrale di Cariati, dove è conservata una pregevole statua lignea settecencesta; festeggiato il 9 e 10 maggio con una processione che si snoda fino al Santuario a lui dedicato, sulla riva del mare.
- Cirò Marina (KR) Patrono della città e venerato nella chiesa di S. Cataldo Vescovo
- Cirò ( KR)
- Corato (BA), patrono della città e venerato nella Chiesa Collegiale di Santa Maria Maggiore dove vengono conservate una pregevole statua lignea del XVIII secolo ed un busto argenteo con reliquia del 1770; Festeggiato l'8 marzo, il 10 maggio e durante la terza domenica del mese di agosto (con relativi sabato e lunedì) con tre processioni suggestive.
- Cottanello (RI), Eremo di San Cataldo
- Esanatoglia (MC), eremo montano
- Gagliano Castelferrato (EN), dove si festeggia il 29/30/31 agosto, oltre che l'8 di marzo. Nel dialetto locale è chiamato San Catà o San Catavudu e viene acclamato, durante la processione, gridando: "E gridamu tutti cu' divuzione: Viva Diu e San Catà. E di vicinu e di luntanu viva San Catavudu di Agghianu!" (e gridiamo tutti con devozione: Viva Dio e San Cataldo. E da vicino e da lontano viva San Cataldo di Gagliano). Ignorando il motivo delle tre dita benedicenti, il popolo credeva che con esse reggesse la rocca di Gagliano.
- Gangi (PA)
- Giuliano Teatino (CH), compatrono
- Gliaca di Piraino (ME)
- A Lagonegro (PZ), si venera San Cataldo come compatrono
- Patrica (FR)
- Pattano frazione di Vallo della Lucania (Sa)
- Massa Lubrense (NA)
- Montenero Sabino
- Roccaromana (CE)
- San Cataldo (CL)
- San Cataldo di Lecce (LE)
- San Cataldo, frazione di Bella (PZ)
- San Giovanni Incarico (FR)
- Santa Maria a Colle - Lucca (10 di maggio)
- Supino (FR) compatrono
- San Cataldo viene ricordato anche a Massa Lubrense con la festa di SAN CATALDO

### Galleria d'immagini su San Cataldo

Particolare della statua di San Cataldo di Supino (1870)[11]
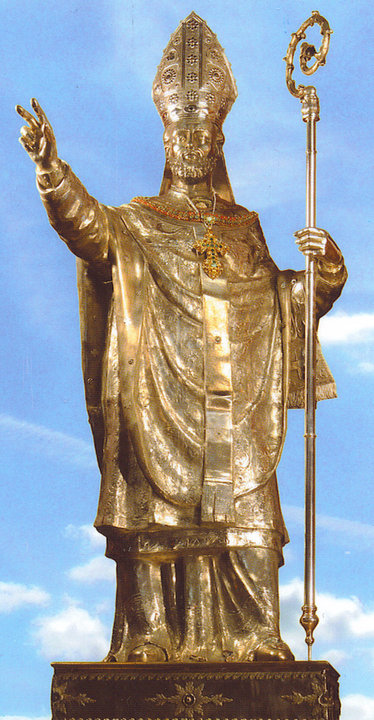
Statua di San Cataldo che si venera nella Basilica Cattedrale di San Cataldo di Taranto, realizzata da Virgilio Mortet.
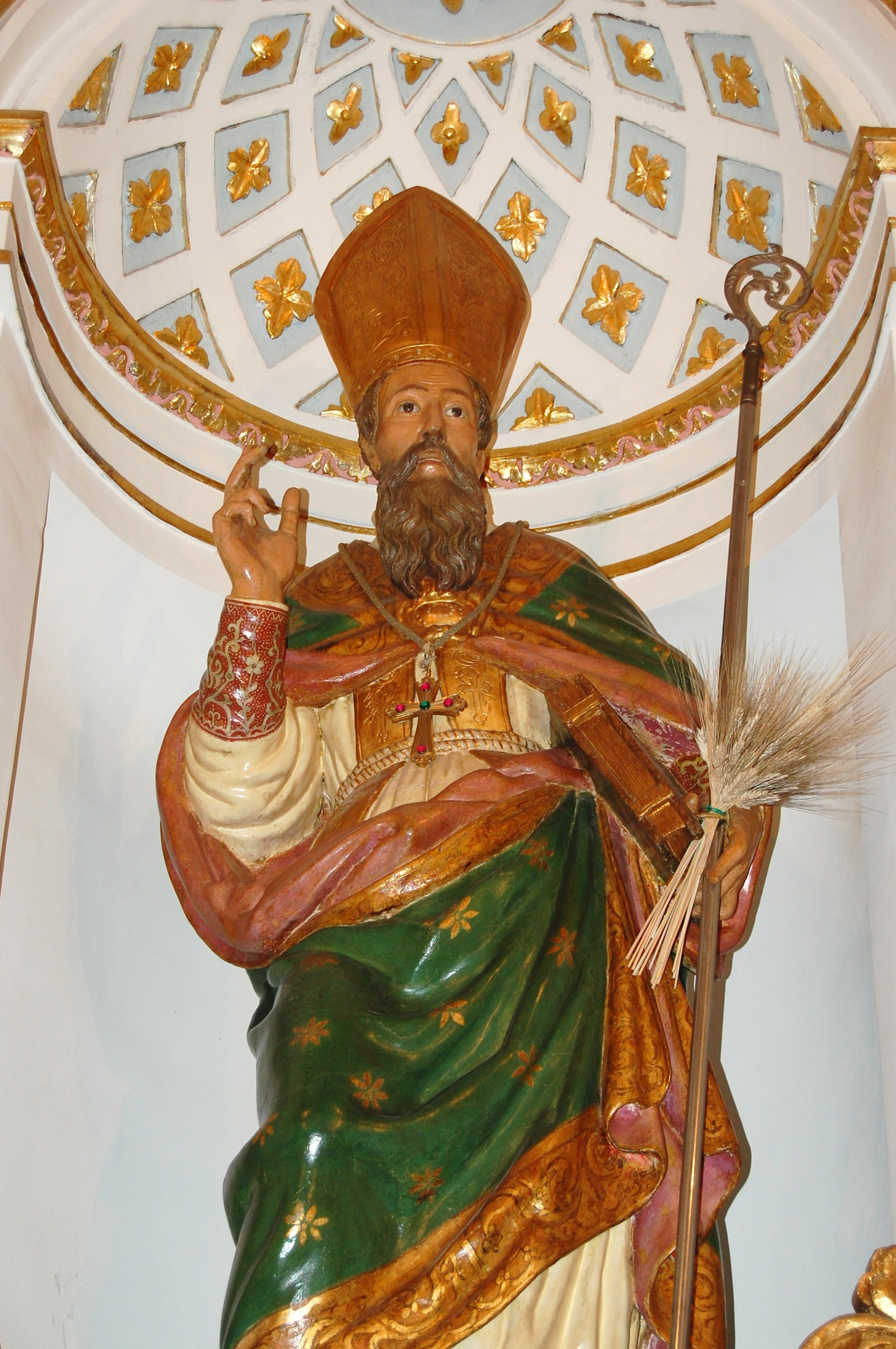
Statua di San Cataldo che si venera nel Chiesa Madre di San Cataldo (CL)